# (17952) Folsom
(17952) Folsom (1999 JT19) – planetoida z pasa głównego asteroid okrążająca Słońce w ciągu 3,54 lat w średniej odległości 2,32 j.a. Odkryta 10 maja 1999 roku.